# Homorytmia
Homorytmia – zastosowanie jednolitego rytmu w każdym z głosów w utworze muzycznym, np. w średniowiecznym organum.
Termin ten stosowany jest czasami zamiennie z homofonią lub fakturą nota contra notam, ponieważ pozornie wynik może być ten sam. Różnica polega przede wszystkim na kontekście historycznym: faktura nota contra notam odnosi się przede wszystkim do techniki kompozytorskiej i specyficznych reguł kontrapunktu, natomiast za początek homofonii – czyli dominacji jednego z głosów w kompozycji, a niekoniecznie tylko synchronizacji rytmicznej głosów – uznaje się barok i monodię akompaniowaną.